# Sangalhos
Sangalhos is een plaats (freguesia) in de Portugese gemeente Anadia en telt 4 350 inwoners (2001).
De naam Sangalhos vindt waarschijnlijk zijn oorsprong in de cultus van de ierse monnik Gallus, die teruggaat tot de 7e eeuw.